# Yamaki Rie
Yamaki Rie (山木 里恵, sinh ngày 2 tháng 10 năm 1975) là một cựu cầu thủ bóng đá nữ người Nhật Bản.

## Đội tuyển bóng đá nữ quốc gia Nhật Bản
Yamaki Rie thi đấu cho đội tuyển bóng đá nữ quốc gia Nhật Bản từ năm 1993 đến 1999.

## Thống kê sự nghiệp
| Nhật Bản  | Nhật Bản | Nhật Bản |
| Năm       | Trận     | Bàn      |
| --------- | -------- | -------- |
| 1993      | 4        | 0        |
| 1994      | 6        | 0        |
| 1995      | 10       | 0        |
| 1996      | 10       | 0        |
| 1997      | 7        | 2        |
| 1998      | 8        | 1        |
| 1999      | 5        | 0        |
| Tổng cộng | 50       | 3        |